# Hasenberg (Gemeinde Steyregg)
Hasenberg ist ein Ort bei Linz im Mühlviertel in Oberösterreich wie auch Ortschaft der Gemeinde Steyregg im Bezirk Urfahr-Umgebung.
Der Ort befindet sich östlich von Steyregg und ist von der Donau Straße über eine Nebenstraße erreichbar.